# Estación de Göschenen
La estación de Göschenen es la principal estación ferroviaria de la comuna suiza de Göschenen, en el Cantón de Uri.

## Historia y situación

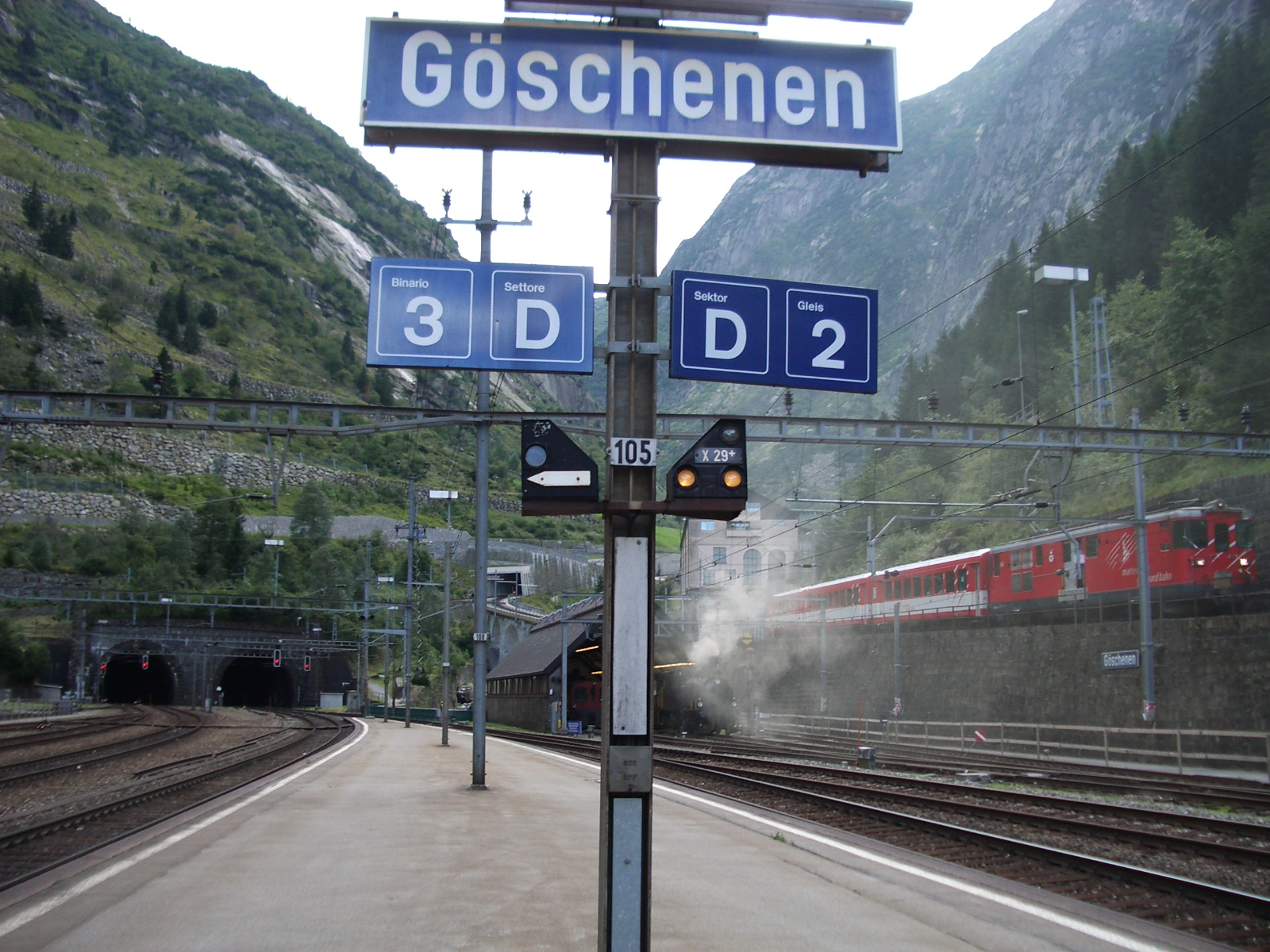
Boca norte del túnel de San Gotardo

La estación de Göschenen  fue inaugurada en el año 1882 con la puesta en servicio al completo de la línea Immensee - Chiasso, más conocida como la línea del Gotardo.
Se encuentra ubicada en el borde sur del núcleo urbano de Göschenen. Como servicios al cliente dispone de despacho de billetes y aparcamiento. Cuenta con dos andenes, uno central y otro lateral, a los que acceden tres vías pasantes. A ellas hay que sumar otras tres vías de paso además de varias vías muertas para el apartado y estacionamiento de trenes. En la estación está la boca norte del túnel ferroviario de San Gotardo, situándose la boca sur en la estación de Airolo.
En términos ferroviarios, la estación se sitúa en la línea Immensee - Chiasso. Sus dependencias ferroviarias colaterales son la estación de Erstfeld hacia Immensee y la estación de Airolo en dirección Chiasso.
A la estación también llega un ramal del Matterhorn Gotthard Bahn (MGB) procedente de Andermatt, donde se conecta a la línea procedente de Zermatt - Visp - Brig que continúa hasta Sankt Moritz. Este ferrocarril es de vía métrica, y su llegada a Göschenen se produjo en 1917 por parte del Furka Oberalp Bahn, que en 2003 se integró en MGB. Las instalaciones en la estación constan de dos vías de ancho métrico con andén central, un pequeño depósito y varias vías muertas para el estacionamiento de material ferroviario.

## Servicios ferroviarios
Los servicios ferroviarios de esta estación están prestados por SBB-CFF-FFS y por Matterhorn Gotthard Bahn (MGB):

### Larga distancia
- IR Basilea SBB - Olten - Lucerna - Arth-Goldau - Schwyz - Brunnen - Flüelen - Erstfeld - Göschenen - Airolo - Faido - Biasca - Bellinzona - Giubiasco - Mendrisio - Chiasso
- IR Basilea SBB - Olten - Lucerna - Arth-Goldau - Schwyz - Brunnen - Flüelen - Erstfeld - Göschenen - Airolo - Faido - Biasca - Bellinzona - Cadenazzo - Locarno.
- IR Zúrich - Zug - Arth-Goldau - Schwyz - Brunnen - Flüelen - Erstfeld - Göschenen - Airolo - Faido - Biasca - Bellinzona - Giubiasco - Mendrisio - Chiasso
- IR Zúrich - Zug - Arth-Goldau - Schwyz - Brunnen - Flüelen - Erstfeld - Göschenen - Airolo - Faido - Biasca - Bellinzona - Cadenazzo - Locarno.

### Regional
- R Visp - Brig - Andermatt Göschenen